# Sole Jaimes
Sole Jaimes (ur. 20 stycznia 1989 w Nogoyá) – argentyńska piłkarka, grająca na pozycji napastnika.

## Kariera piłkarska

### Kariera klubowa
Wychowanka Boca Juniors, w barwach którego rozpoczęła karierę piłkarską. Potem występowała w klubach River Plate, Foz Cataratas, São Paulo i Santos. W 2018 wyjechała do Chin, gdzie broniła barw Dalian Quanjian. W styczniu 2019 podpisała kontrakt z Olympique Lyon, a w lipcu wrócił do Santosu. W 2020 przeniosła się do chińskiego Changchun Zhuoyue.

### Kariera reprezentacyjna
W 2006 debiutowała w narodowej reprezentacji Argentyny w meczu przeciwko Szkocji. W 2008 była powoływana do młodzieżowej reprezentacji.

## Sukcesy i odznaczenia

### Sukcesy piłkarskie
Argentyna
- mistrz Copa América Femenino: 2006
- 3.miejsce Copa América Femenino: 2018

Santos
- mistrz Brazylii: 2017

Dalian Quanjian
- mistrz Chin: 2018

Olympique Lyon
- zwycięzca Ligi Mistrzyń UEFA: 2019
- mistrz Francji: 2018/19
- zdobywca Pucharu Francji: 2018/19